# Лушаньська конференція
Лушаньська конференція (кит. трад. 廬山會議, спр. 庐山会议, піньїнь: lúshān huìyì)  — це зустріч лідерів Комуністичної партії Китаю (КПК), яка проходила з липня по серпень 1959 року. З 2 липня по 1 серпня на «розширеній сесії» зібралось Політбюро КПК, після чого 2-16 серпня відбувся 8-й пленум ЦК КПК . Головною темою обговорення були причини провалу кампанії Великого стрибка.
Внаслідок Лушаньської конференції відбулось звільнення міністра оборони маршала Пен Дехуая, чия критика деяких аспектів Великого стрибка була розцінена як напад на політичну лінію голови КПК Мао Цзедуна .
Назва конференції походить від місця зустрічі, гори Лушань в однойменному районі провінції Цзянсі на південному сході Китаю.

## Хід конференції
Під час обговорення проявилися серйозні розбіжності: Пен Дехуай говорив про серйозне спотворення статистичних даних з місць і заявив, що кожен керівник несе за це відповідальність, не виключаючи товариша Мао Цзедуна. Пен Дехуай засуджував вищих партійних керівників за їх страх перед Мао та незацікавленість у добробуті китайського народу. 
Обговоривши ситуацію з секретарем КПК провінції Хунань Чжоу Сяочжоу, Пен Дехуай мав намір поговорити з Мао Цзедуном. 14 липня він написав на ім'я Мао листа. У листі він обережно сформулював свої слова і не заперечував «великі досягнення» Мао, але тим часом продемонстрував своє несхвалення щодо  нераціонального використання робочої сили, особливо відволікання селян від польових робіт на кустарну виплавку металу, що спровокувало загальнонаціональний голод та нестачу бавовни, а також створення комунної міліції, що, на його думку, може підірвати сили Народно-визвольної армії . 

Пен Дехуай і Мао Цзедун в 1953 році

Головною проблемою Великого стрибка він назвав «спосіб мислення і стилю роботи» керівництва, яке представляє завищені показники виробництва, некритично сприйняті начальством. Критикувалась і генеральна лінія самого Мао, який підміняв політикою економіку та реальне виробництво.
Мао Цзедун прочитав лист лише 17 числа, і негайно наказав розмножити текст для колективного обговорення на пленумі, через що конференцію було подовжено більш ніж на десять днів. Маршала було звинувачено в «наступі на партію». Лю Шаоці, Чжоу Еньлай та Ден Сяопін, проте, підтримали позіцію Пен Дехуая.
Рішення Мао оприлюднити лист повністю змінило формат пленуму. 21 липня з критикою голови виступив Чжан Веньтянь, і того ж дня більшість делегатів схвалили тези Пен Дехуая, вирішивши покласти їх в основу порядку денного. 23 липня Мао Цзедун обрушився на опозиціонерів, побачивши в їхніх словах особисту загрозу для себе. Пен Дехуай та його прибічники були охарактеризовані як ставленики «імперіалістів», «буржуазії» та «правих», Мао порівняв їх із Лі Лісанем, Ван Міном, Гао Ганом та Жао Шуші. Після цього голова оголосив пленуму ультиматум: якщо більшість членів ЦК КПК приймуть бік Пена, Мао оголосить нову революцію, піде у сільську місцевість і почне війну з владою, що діє. У цих умовах Чжоу Еньлай (глава уряду) та Лю Шаоці (глава КНР) вирішили поставити єдність партії на перше місце.
2 серпня 1959 року було поставлено питання ступеня покарання Пен Дехуаю. 16 серпня було ухвалено дві резолюції. Згідно з першою, його було засуджено як голову «антипартійної кліки» і знято з усіх посад. При цьому Пен Дехуай не був виключений із партії та Політбюро, але не допускався на його засідання. Друга резолюція за повної підтримки голови Мао фактично вела до згортання Великого стрибка. Пізніше Пен Дехуай виступив із самокритикою, під час якої визнав, що зробив «серйозні помилки», протиставив себе партії, звинувативши у своїх помилках товаришів. На цьому фактично завершилася кар'єра Пен-Дехуая як державного діяча.
Лі Жуй, один із приватних секретарів Мао, також був позбавлений членства в партії та відправлений у трудовий табір за відмову засудити Пена.

## Наслідки
Лушаньська конференція стала ключовою подією доби правління Мао Цзедуна. Критику партійних дій і політики тепер прирівнювали до критики Мао.
Конференція також стала першим випадком з моменту заснування Китайської Народної Республіки (КНР) у 1949 році, коли розбіжності щодо напрямку політики вилилися у відкритий конфлікт між лідерами партії. Відповідь голови Мао Пену також розглядалась як ознака того, що вперше його особистий авторитет переміг принципи колективного керівництва ЦК КПК і Політбюро КПК.
Особиста перемога Мао над Пен Дехуаєм на Лушаньській конференції додала йому впевненості. Пізніше, понад 3 млн. партійних чиновників було звинувачено з політичних причин. Вперше «класова боротьба» торкнулась вищого партійного апарату. 